# 塔拉西夫卡 (亞爾莫林齊區)
49°3′38″N 26°57′45″E / 49.06056°N 26.96250°E
塔拉西夫卡（烏克蘭語：Тарасівка）是位於烏克蘭西部的村莊，由赫梅利尼茨基州裡赫梅利尼茨基區的索洛布基夫齊市鎮負責管轄。該村面積1.83平方公里，海拔高度285米，2001年人口329，人口密度每平方公里179.8人。